# Canton de La Roche-Derrien
Le canton de La Roche-Derrien est une ancienne division administrative française, située dans le département des Côtes-d'Armor et la région Bretagne.

## Composition
Le canton de la Roche-Derrien regroupait les communes suivantes :
- Berhet ;
- Cavan ;
- Coatascorn ;
- Hengoat ;
- Mantallot ;
- Pouldouran ;
- Prat ;
- Quemperven ;
- La Roche-Derrien ;
- Pommerit-Jaudy ;
- Troguéry.

## Démographie
| 1962  | 1968  | 1975  | 1982  | 1990  | 1999  | 2006  | 2011  | 2012  |
| ----- | ----- | ----- | ----- | ----- | ----- | ----- | ----- | ----- |
| 6 286 | 5 801 | 5 470 | 5 537 | 5 485 | 5 672 | 6 341 | 6 606 | 6 590 |

## Histoire
- De 1833 à 1848, les cantons de La Roche-Derrien et de Lézardrieux avaient le même conseiller général. Le nombre de conseillers généraux était limité à 30 par département[3].

### Conseillers généraux de 1833 à 2015
| 1833 | 1848 (décès)     | Pierre-Marie Le Provost de Launay                     | Majorité gouvernementale | Propriétaire Maire de Pontrieux puis de Lanmodez Député (1830-1831 et 1832-1837) |  |  |  |  |
| 1848 | 1852             | Auguste Le Provost de Launay                          |                          | Ancien préfet, propriétaire à Pommerit-Jaudy |  |  |  |  |
| 1852 | 1861             | Eugène Le Goff                                        |                          | Vétérinaire Adjoint au maire de La Roche-Derrien |  |  |  |  |
| 1861 | 1867             | Léonard Victor Charner                                |                          | Amiral Représentant du peuple à l'Assemblée législative (1849) Sénateur (1862-1869)                                                                                                 |  |  |  |  |
| 1867 | 1871             | Toussaint-Marie Tilly                                 |                          | Docteur-médecin à La Roche-Derrien |  |  |  |  |
| 1871 | 1877             | Louis Le Provost de Launay (fils d'Auguste de Launay) | Droite                   | Propriétaire à Pommerit-Jaudy Député (1876-1893) |  |  |  |  |
| 1877 | 1886 (décès)     | Auguste Le Provost de Launay                          | Bonapartiste             | Préfet Député (1874-1881) Sénateur (1885-1886) |  |  |  |  |
| 1886 | 1889             | Pierre Connan                                         |                          | Notaire à La Roche-Derrien |  |  |  |  |
| 1889 | 1895             | Louis Le Provost de Launay                            | Conservateur (ex-Bonap.) | Avoué, propriétaire à Pommerit-Jaudy Député (1876-1893) Sénateur (1896-1912) Président du conseil général (1894-1898)                                                               |  |  |  |  |
| 1895 | 1922             | Joseph Le Rolland                                     | Rad.                     | Médecin Maire de La Roche-Derrien (1896-1919) |  |  |  |  |
| 1922 | 1933 (démission) | Léon Fichet                                           | Rad.                     | Médecin |  |  |  |  |
| 1933 | 1940             | Joseph Le Rolland                                     | RG                       | Médecin Maire de Hengoat |  |  |  |  |
|      |                  |                                                       |                          | |  |  |  |  |
| 1945 | 1949             | Jean Bouget (1900-1960)                               | Rad. puis SFIO           | Cultivateur Maire de Hengoat (1945-1960) |  |  |  |  |
| 1949 | 1955             | François Loyer                                        | CNIP-RPF                 | Avoué à Rennes |  |  |  |  |
| 1955 | 1961             | François Clec'h (1924-2011)                           | DVG puis PSU             | Médecin Maire de La Roche-Derrien (1953-1971) |  |  |  |  |
| 1961 | 1979             | Yves Bourdonnec (1920-1985)                           | DVD                      | Cultivateur Maire de Prat (1965-1985) Suppléant du député Pierre Bourdellès (1962-1978)                                                                                             |  |  |  |  |
| 1979 | 2004             | Pierre-Yvon Trémel                                    | PS                       | Professeur d'économie Député (5e circ.) (1988-1993) Sénateur (1998-2006) Conseiller régional (1986-1988) Maire de Cavan (1971-2006) Président de la CC du Centre Trégor (1993-2006) |  |  |  |  |
| 2004 | 2015             | Janine Le Béchec (1940-2022)                          | PS                       | Proviseure de lycée agricole retraitée Conseillère municipale de Pommerit-Jaudy (1995-2014) Présidente de la CC du Pays Rochois (2001-2012)                                         |  |  |  |  |

### Conseillers d'arrondissement (de 1833 à 1940)
| Période | Période      | Identité                         | Étiquette       | Qualité                                                     |
| --- | ------------ | -------------------------------- | --------------- | ----------------------------------------------------------- |
| 1833 | 1843 (décès) | Yves Tigeon (1794-1843)          |                 | Propriétaire à Troguéry                                     |
| 1843 | 1848         | Jean Marie Kambrun (1804-1856)   |                 | Médecin à La Roche-Derrien                                  |
| Les données manquantes sont à compléter.                                                                    |              |                                  |                 |                                                             |
| av.1856 | 1871 (décès) | Pierre Marie Kerroux (1806-1871) |                 | Propriétaire, notaire Maire de La Roche-Derrien (1848-1871) |
| 1871 |              | Victor Connan                    |                 | Adjoint au maire de La Roche-Derrien                        |
| Les données manquantes sont à compléter.                                                                    |              |                                  |                 |                                                             |
| | 1901 (décès) | Pierre Beauverger                |                 |                                                             |
| 1901 | 1910         | François Le Montréer             | Libéral         | Agriculteur, maire de Hengoat                               |
| 1910 | 1922         | Louis Le Huérou                  | Radical         | Agriculteur, maire de Cavan                                 |
| 1922 | 1928         | Yves-Marie Le Gallou             |                 |                                                             |
| 1928 | 1934         | François Le Bitoux               | Radical         | Vétérinaire Maire de La Roche-Derrien (1935-1944)           |
| 1934 | 1940         | Ferdinand Carmès                 | Union nationale | Cultivateur, conseiller municipal de Berhet                 |
| Les conseils d'arrondissement ont été suspendus par la loi du 12 octobre 1940 et n'ont jamais été réactivés |              |                                  |                 |                                                             |